# Albiate
Albiate là một thị trấn ở tỉnh Monza và Brianza, Italia. Đô thị này nằm cách 25 km về phía bắc của Milano, ở độ cao 250 m trên mực nước biển nơi đồi Lombardia tiếp giáp với đồng bằng. Đô thị này giáp với các đô thị: Seregno, Carate Brianza, Sovico, Triuggio, Lissone.